# Strepengaai
De strepengaai (Garrulus lanceolatus) is een zangvogel uit de familie Corvidae (kraaien).

## Verspreiding en leefgebied
Deze soort komt voor in de Himalaya (van oostelijk Afghanistan tot Nepal en noordelijk India).

## Status
De grootte van de populatie is niet gekwantificeerd maar de soort wordt omschreven als vrij algemeen. Op de Rode lijst van de IUCN heeft deze soort de status niet bedreigd.